# Geschützter Landschaftsbestandteil Obstwiese an der Hünenburg

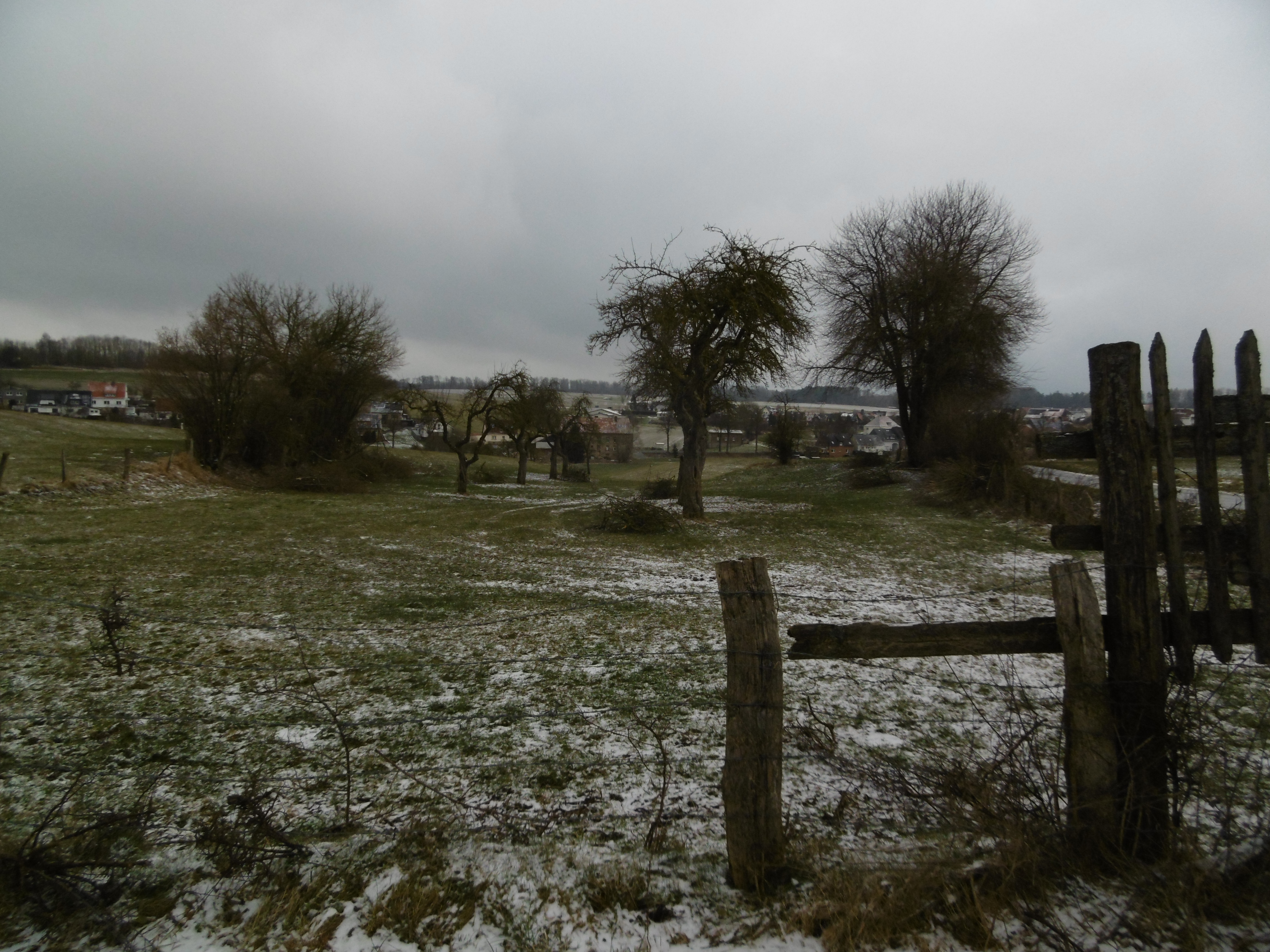
Geschützter Landschaftsbestandteil Obstwiese an der Hünenburg

Der Geschützte Landschaftsbestandteil Obstwiese an der Hünenburg mit einer Flächengröße von 0,91 ha liegt westlich von Leitmar im Stadtgebiet von Marsberg. Das Gebiet wurde 2008 mit dem Landschaftsplan Marsberg durch den Kreistag des Hochsauerlandkreises als Geschützter Landschaftsbestandteil (LB) ausgewiesen. Der LB ist umgeben vom Landschaftsschutzgebiet Freiflächen um Leitmar.

## Beschreibung
Der Landschaftsplan führt zum LB aus: „In relativ stark reliefiertem Gelände – überwiegend einer nordexponierten Muldenlage – umfasst das Schutzobjekt eine langgestreckte Obstwiese, die sowohl von der durch Leitmar führenden L 549 aus auffällt als auch ein landschaftsbelebendes Element im Naherholungsbereich des Ortes darstellt. Sie besteht im Wesentlichen aus alten, tlw. knorrigen Apfelbäumen; am Südrand steht auch eine große Kirsche. Am Westrand – außerhalb der Abgrenzung – ergänzen einige Feldgehölze die landschaftsgliedernde Funktion des LB. Um die Wirkung dieser Obstwiese sowohl im Landschaftsbild als auch in ihren ökologischen Funktionen langfristig zu sichern, sollten hier aufgrund des relativ einheitlichen, fortgeschrittenen Alters rechtzeitig Nachpflanzungen von hochstämmigen Obstbäumen (möglichst alter Regionalsorten) vorgenommen werden.“

## Schutzzweck
Die Ausweisung als LB erfolgte:
- Zur Erhaltung, Entwicklung oder Wiederherstellung der Leistungs- und Funktionsfähigkeit des Naturhaushaltes
- Zur Belebung, Gliederung oder Pflege des Orts- und Landschaftsbildes
- Zur Abwehr schädlicher Einwirkungen

Der LB stellt, wie die anderen LBs im Landschaftsplangebiet, einen herausragenden Lebensraum für die ökologischen Leistungsfähigkeit des Naturhaushaltes dar. Dient ferner als landschaftsgliederndes und -belebendes Element. Die Ausweisung dient der Abwehr realer oder potenzieller schädlicher Einwirkungen durch Pflanzenentnahme, Relief- oder Gewässerveränderungen usw.